# Острица (област Смолян)
Вижте пояснителната страница за други значения на Острица.
Острица е село в Южна България. То се намира в община Чепеларе, област Смолян.

## География
Село Острица се намира в планински район.

## История
Според преброяването на населението в Царство България през 1910 година, към 31 декември същата година в Острица живеят 213 помаци.